# سسک غربی
سسک غربی (نام علمی: Setophaga occidentalis) نام یک گونه از سرده شاپرک‌خوارها است.